# Campeonato Mundial de Rali de 2016
O Campeonato Mundial de Rali de 2016 foi a 44ª temporada do Campeonato Mundial de Rali, organizado pela FIA. A temporada teve início em 22 de janeiro, no Rali de Monte Carlo, e finalizou em 20 de novembro, no Rali da Austrália.
Equipas e pilotos disputaram catorze provas em quatro continentes, concorrendo para o Campeonato Mundial de Rali da FIA. As categorias WRC 2, WRC 3 e Junior WRC também disputaram as etapas em conjunto a categoria principal.
O piloto Sébastien Ogier e seu co-piloto Julien Ingrassia defendem o seu tri-campeonato, assim com a Volkswagen Motorsport, por sua vez, defenderá o tri-campeonato de construtores.

## Calendário
O calendário foi anunciado em Novembro pela FIA. A edição de 2016 manteve os mesmos ralis de 2015, e antevia uma nova entrada, o Rali da China aumentando o calendário para 14 provas, que no entanto não se veio a realizar.
| Etapa | Datas                         | Rali                  | Base do evento   | Categorias paralelas                    | Superfície      | Especiais | Distância  |
| ----- | ----------------------------- | --------------------- | ---------------- | --------------------------------------- | --------------- | --------- | ---------- |
| 01    | 22 a 24 de janeiro            | Rali de Monte Carlo   | Monte Carlo      | WRC2 / WRC3 / JWRC / RGT Cup            | asfalto e neve  | 16        | 337.59 km  |
| 02    | 12 a 14 de fevereiro          | Rali da Suécia        | Karlstad         | WRC2 / WRC3                             | neve e gelo     | 121a      | 226.48km1b |
| 03    | 4 a 6 de março                | Rali do México        | León             | WRC2 / WRC3                             | terra           | 21        | 399.67 km  |
| 04    | 22 a 24 de abril              | Rali da Argentina     | Villa Carlos Paz | WRC2 / WRC3 / CODASUR                   | terra           |           |            |
| 05    | 20 a 22 de maio               | Rali de Portugal      | Matosinhos       | WRC2 / WRC3 / JWRC / Drive Dmack Cup    | terra           |           |            |
| 06    | 10 a 12 de junho              | Rali da Sardenha      | Sardenha         | WRC2 / WRC3                             | terra           |           |            |
| 07    | 01 a 3 de julho               | Rali da Polónia       | Mikołajki        | WRC2 / WRC3 / JWRC / Drive Dmack Cup    | terra           |           |            |
| 08    | 29 a 31 de julho              | Rali da Finlândia     | Jyväskylä        | WRC2 / WRC3 / JWRC / Drive Dmack Cup    | terra           |           |            |
| 09    | 19 a 21 de agosto             | Rali da Alemanha      | Trier            | WRC2 / WRC3 / RGT Cup / Drive Dmack Cup | asfalto         |           |            |
| 10    | 9 a 11 de setembro            | Rali da China         | a definir        | WRC2 / WRC3                             | asfalto         | cancelado | cancelado  |
| 11    | 30 de setembro a 2 de outubro | Rali da Córsega       | Ajaccio          | WRC2 / WRC3 / JWRC                      | asfalto         |           |            |
| 12    | 14 a 16 de outubro            | Rali da Catalunha     | Salou            | WRC2 / WRC3 / JWRC / Drive Dmack Cup    | asfalto e terra |           |            |
| 13    | 28 a 30 de outubro            | Rali do País de Gales | Deeside          | WRC2 / WRC3 / JWRC                      | terra           |           |            |
| 14    | 18 a 20 de novembro           | Rali da Austrália     | Coffs Harbour    | WRC2 / WRC3                             | terra           |           |            |

Notas
- ↑1  – O Rali da Suécia foi encortado devido à temperatura amena que transformou as estradas geladas em lama.[5]

## Equipas e Pilotos
| Volkswagen (Volkswagen Polo R WRC) | Volkswagen Motorsport    | M | 1  | Sébastien Ogier    | Julien Ingrassia | 1–2 |
| Volkswagen (Volkswagen Polo R WRC) | Volkswagen Motorsport    | M | 2  | Jari-Matti Latvala | Miikka Anttila   | 1–2 |
| Volkswagen (Volkswagen Polo R WRC) | Volkswagen Motorsport II | M | 9  | Andreas Mikkelsen  | Anders Jæger     | 1–2 |
| Hyundai (Hyundai i20 WRC)          | Hyundai Motorsport       | M | 3  | Thierry Neuville   | Nicolas Gilsoul  | 1–2 |
| Hyundai (Hyundai i20 WRC)          | Hyundai Motorsport       | M | 4  | Dani Sordo         | Marc Martí       | 1   |
| Hyundai (Hyundai i20 WRC)          | Hyundai Motorsport       | M | 4  | Hayden Paddon      | John Kennard     | 2   |
| Hyundai (Hyundai i20 WRC)          | Hyundai Motorsport N     | M | 10 | Hayden Paddon      | John Kennard     | 1   |
| Hyundai (Hyundai i20 WRC)          | Hyundai Motorsport N     | M | 20 | Dani Sordo         | Marc Martí       | 2   |
| Ford (Ford Fiesta RS WRC)          | M-Sport World Rally Team | M | 5  | Mads Østberg       | Ola Fløene       | 1–2 |
| Ford (Ford Fiesta RS WRC)          | M-Sport World Rally Team | M | 6  | Eric Camilli       | Nicolas Klinger  | 1–2 |
| Ford (Ford Fiesta RS WRC)          | DMACK World Rally Team   | D | 12 | Ott Tänak          | Raigo Mõlder     | 1–2 |
| Ford (Ford Fiesta RS WRC)          | Yazeed Racing            | P | 30 | Yazeed Al-Rajhi    | Michael Orr      | 2   |

| Citroën (Citroën DS3 WRC)         | Abu Dhabi Total World Rally Team | M | 7  | Kris Meeke        | Paul Nagle         | 1–2 |
| Citroën (Citroën DS3 WRC)         | Abu Dhabi Total World Rally Team | M | 8  | Stéphane Lefebvre | Gabin Moreau       | 1   |
| Citroën (Citroën DS3 WRC)         | Abu Dhabi Total World Rally Team | M | 14 | Khalid Al-Qassimi | Chris Patterson    | 2   |
| Citroën (Citroën DS3 WRC)         | Abu Dhabi Total World Rally Team | M | 15 | Craig Breen       | Scott Martin       | 2   |
| Citroën (Citroën DS3 WRC)         | D-Max Racing                     | P | 18 | Felice Re         | Mara Bariani       | 1   |
| Ford (Ford Fiesta RS WRC)         | BRC Racing Team                  | P | 16 | Robert Kubica     | Maciek Szczepaniak | 1   |
| Ford (Ford Fiesta RS WRC)         | BRC Racing Team                  | P | 17 | Robert Kubica     | Maciek Szczepaniak | 2   |
| Ford (Ford Fiesta RS WRC)         | Adapta Motorsport                | M | 16 | Henning Solberg   | Ilka Minor         | 2   |
| Ford (Ford Fiesta RS WRC)         | M-Sport World Rally Team         | M | 17 | Bryan Bouffier    | Victor Bellotto    | 1   |
| Ford (Ford Fiesta RS WRC)         | FWRT s.r.l.                      | P | 37 | Lorenzo Bertelli  | Simone Scattolin   | 1–2 |
| Mini (Mini John Cooper Works WRC) | Eurolamp World Rally Team        | P | 81 | Valeriy Gorban    | Volodymyr Korsia   | 2   |
| Mini (Mini John Cooper Works WRC) | Eurolamp World Rally Team        | P | 95 | Mait Maarend      | Mihkel Kapp        | 2   |

### Mudanças de construtores

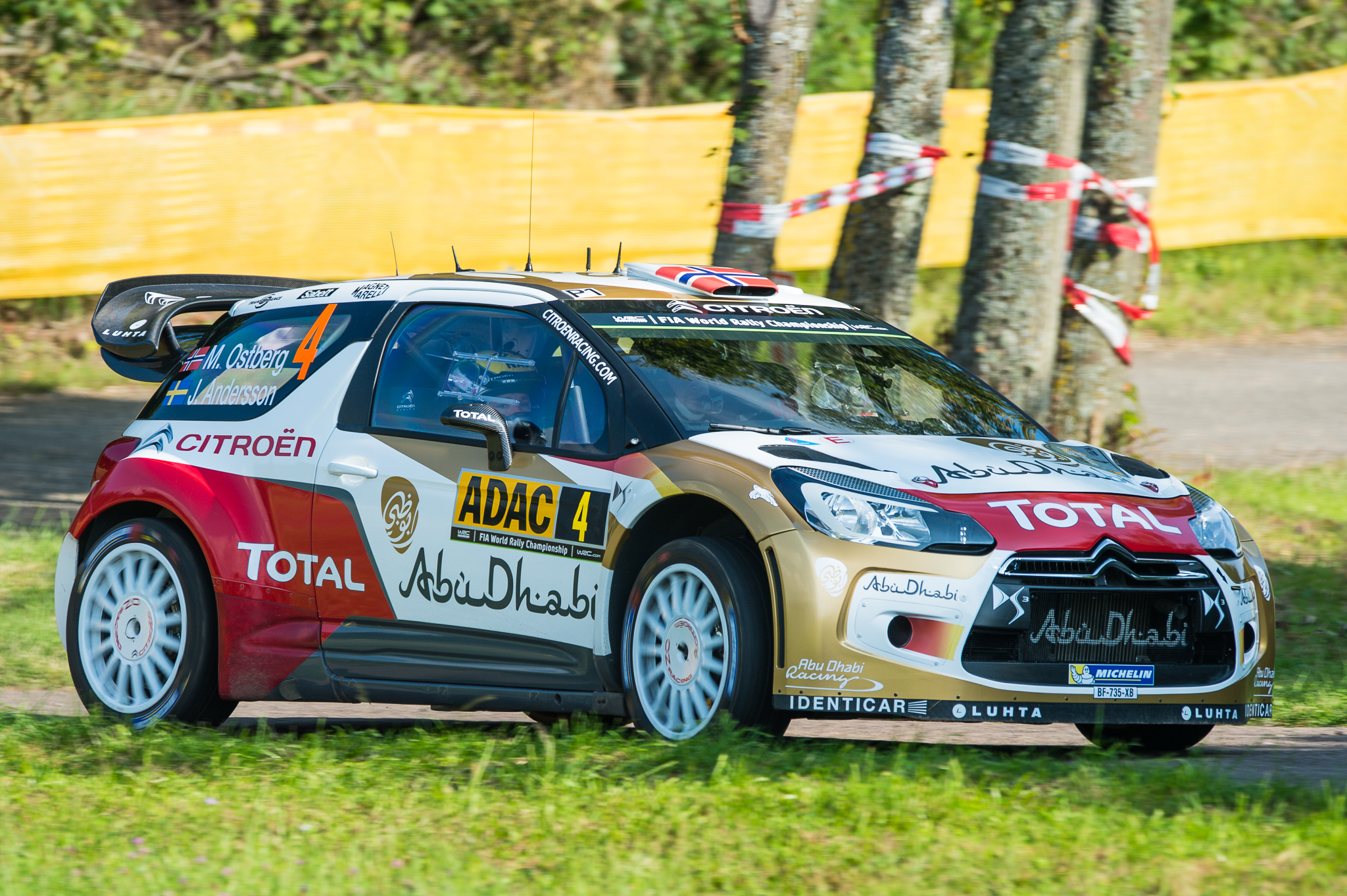
Citroën retirou o apoio de fábrica ao DS3 WRC no final do campeonato de 2015.

- Citroën retirou a sua equipa de fábrica da competição do campeonato de 2016 de modo a se concentrar no desenvolvimento do carro para o Campeonato Mundial de Rali de 2017 de acordo com os novos regulamentos a entrar em vigor nessa temporada.[27] No entanto disponibilizou os seus carros a equipas privadas para participarem em algumas provas.[28] Anteriormente a Citroën já havia retirado a sua equipa de fábrica em 2006 quando o Xsara WRC atingiu o seu final de ciclo e o construto se focou no desenvolvimento do seu substituto, o C4 WRC.
- Após ter participado em algumas provas do WRC e WRC-2 entre 2013 e 2015, a marca de pneus Anglo-Chinesa DMACK participará em toda a época,[19] com um Ford Fiesta RS WRC construído e preparado pela M-Sport.

### Mudanças de pilotos
- Elfyn Evans foi despromovido pela M-Sport World Rally Team para o WRC-2, em detrimento deMads Østberg and Eric Camilli.[17][29]
- Mads Østberg deixou a Citroën e regressou à M-Sport World Rally Team, equipa à qual pertenceu em 2013. Terá como companheiro o anterior piloto de testes da Toyota, Eric Camilli,[30] que fez a sua estreia no WRC após ter alinhado em algumas provas do WRC-2 em 2015.[17][28]
- Após ter participado em algumas provas do WRC de 2015 com a Hyundai, Hayden Paddon efectuará a época completa em 2016.[13][14] O piloto de desenvolvimento da Hyundai Kevin Abbring fica com o lugar de Paddon fazendo participações regulares na equipa, após as 4 provas realizadas em 2015.[31]
- Ott Tänak deixou a M-Sport World Rally Team e regressou à DMACK World Rally Team,[19] equipa de que fez parte em 2014.

## Resumo dos Ralis

### 1ª Prova— 83ème Rallye Automobile Monte-Carlo
O campeão mundial em título Sébastien Ogier começou a temporada com uma vitória em Monte Carlo, sua terceira consecutiva no principado. Ogier e Kris Meeke lutaram desde o início pela vitória, alternando várias vezes na liderança rali até Meeke bater numa pedra na PEC12. Ele conseguiu chegar ao final da especial mas viria a desistir na ligação com a sua caixa de velocidades danificada apesar da ajuda prestada pelo rival Sébastien Ogier numa enorme demonstração de fair-play e desportivismo pelo actual campeão. Na especial anterior foi a vez de Jari-Matti Latvala abandonar (quando seguia em terceiro lugar), depois de perder o controlo do carro e sair da estrada, atingindo um espectador. Depois disso, foi um passeio para Ogier até ao final. Andreas Mikkelsen foi o segundo, apesar de alguma luta de Thierry Neuville que conquistou o último lugar do pódio. Apenas sete carros WRC chegaram ao final do rali após 6 abandonos.

### 2ª prova — 64rd Rally Sweden
A edição deste ano do Rali da Suécia ficou marcada pela falta de neve, que obrigou a organização a alterar o percurso do rali e a cancelar algumas das etapas que se encontravam enlameadas.
Apesar de protestar contra a realização do rali nestas condições, Ogier venceu mais uma vez.
Jari-Matti Latvala partiu um eixo da transmissão logo na segunda especial e atrasou-se bastante.
Inicialmente a oposição a Ogier surgiu por parte de Mikkelsen, sem nunca ameaçar o campeão do mundo, mas a partir da oitava especial Hayden Paddon assumiu a vice-liderança para não mais largar. No último dia Paddon limitou-se a gerir o ritmo e a somar os preciosos pontos para a classificação geral. Eric Camilli voltou a sair de estrada e a destruir o seu Ford Fiesta.

### 3ª prova — 30º Rally Guanajuato México
Depois de não ter marcado nenhum ponto nas duas de abertura enquanto Ogier somou 58, Jari-Matti Latvala começou o Rali do México necessitando de garantir um bom resultado se quisesse ter alguma esperança de lutar pelo campeonato do mundo. Com a ordem de partida seguindo as posições de campeonato, Ogier foi obrigado a limpar as estradas de cascalho solto, enquanto Latvala enfrentou estradas relativamente limpas. Ele tirou partido logo desde o início estabelecendo uma vantagem inicial que ele consistentemente construiu ao longo dos dois primeiros dias do evento. Com a ordem de partida para o último dia—que incluiu a mais longa especial do campeonato, com oitenta quilómetros—baseada na classificação do rali, a vantagem Latvala foi anulada, mas a sua vantagem era a suficiente para garantir a sua primeira vitória da temporada na frente de Ogier. Dani Sordo em Hyundai terminou em terceiro, mas uma penalização no final entregou o último lugar do pódio para Mads Ostberg.

## Resultados e Classificações

### Vencedores
| Etapa | Rali                | Piloto Vencedor    | Navegador Vencedor | Construtor Vencedor   | Tempo do vencedor |
| ----- | ------------------- | ------------------ | ------------------ | --------------------- | ----------------- |
| 1     | Rali de Monte Carlo | Sébastien Ogier    | Julien Ingrassia   | Volkswagen Motorsport | 3:49:53.1         |
| 2     | Rali da Suécia      | Sébastien Ogier    | Julien Ingrassia   | Volkswagen Motorsport | 1:59:47.4         |
| 3     | Rali do México      | Jari-Matti Latvala | Miikka Anttila     | Volkswagen Motorsport | 4:25:57.4         |

### Campeonato de Pilotos
São atribuídos pontos aos 10 pilotos mais bem classificados de cada rali. São atribuídos 3 pontos adicionais ao vencedor da power-stage, 2 ao segundo e 1 ao terceiro.